# Euilly-et-Lombut
Euilly-et-Lombut település Franciaországban, Ardennes megyében. Lakosainak száma 109 fő (2022. január 1.). Euilly-et-Lombut Carignan, Tétaigne, Vaux-lès-Mouzon, Douzy és Mouzon községekkel határos.

## Népesség
A település népessége az elmúlt években az alábbi módon változott:
| Lakosok száma | 157  | 129  | 123  | 109  | 111  | 112  | 114  | 110  | 110  | 109  |
|               | 1968 | 1982 | 1990 | 2006 | 2013 | 2015 | 2017 | 2019 | 2020 | 2022 |